# توكيد
التوكيد في اصطلاح أهل العربية يطلق على معنيين: أحدهما التقرير أي جعل الشيء مقررا ثابتا في ذهن المخاطب. والآخر اللفظ الدال على التقرير (تسمية بالمصدر)، أي اللفظ الموكد الذي يقرر به. قال التفتازاني: التوكيد لفظ يفيد تقوية ما يفيده لفظ آخر.

## تقسيم

### مجازي
قد يطلق التوكيد مجازا على أن يكون اللفظ لإفادة معنى كان حاصلا بدون ذكره، نحو ‍لم يقم كل إنسان، فإن لفظ ‍كل توكيد على رأي لأنه كما يفيد ‍لم يقم إنسان عموم النفي كذلك يفيده ‍لم يقم كل إنسان، وليس توكيدا على الأول لأن الإسناد حينئذ إلى ‍كل لا إلى ‍إنسان. وإنما كان هذا المعنى مجازا؛ لأن إفادة معنى كان حاصلا بدونه لازمة للتوكيد لا نفس معناه، إذ التوكيد يقتضي سابقية مطلوب مذكور.
فالتوكيد بالمعنى المجازي أعم منه بالمعنى الاصطلاحي [أي لفظ يذكر لإفادة معنى كان حاصلا بدون ذكره]. وضد التوكيد التأسيس.
التوكيد تابع يذكر في الكلام ليؤكد معنى سابقا وليرفع الغموض عن ذهن السامع
يطابق التوكيد المؤكد في حكمه الإعرابي: رفعا ونصبا وجرا وجزما

### صناعي
التوكيد الصناعي، أي الاصطلاحي، أقسام ثلاثة: التابع المطلق وهو التابع للاسم ولغيره، والتابع للاسم، وغير التابع.

#### تابع مطلق
التابع المطلق، سواء كان تابعا للاسم أو تابعا لغيره، هو التوكيد اللفظي، ويسمى توكيدا صريحا أيضًا. وهو تكرار اللفظ الأول أو اللفظ المكرر. والتكرار يمكن أن يكون بلفظه ‍حقيقة‍‍، نحو ﴿قوارير، قوارير من فضة﴾ ونحو ﴿فمهل الكافرين أمهلهم رويدا﴾ ونحو ﴿هيهات هيهات لما توعدون﴾ ونحو ﴿ففي الجنة خالدين فيها﴾ ونحو ﴿فإن مع العسر يسرا، إن مع العسر يسرا﴾؛ أو ‍حكما‍‍، نحو ‍ضربت أنت، فإن تكرار الضمير لا يجوز متصلا؛ أو يكون ب‍مرادف‍‍ه، نحو ﴿ضيقا حرجا﴾ بكسر الراء.

##### تقسيم المطلق
قال الرضي: اللفظي ضربان:
- إعادة اللفظ الأول، نحو ‍جاءني زيد زيد.
- تقوية اللفظ الأول، بموازنه مع اتفاقهما في الحرف الأخير؛ ويسمى ‍إتباعا‍‍. وهو على ثلاثة أضرب:
  - إما أن يكون للثاني معنى ظاهر، نحو ‍هنيئا مريئا،
  - أو لا يكون له معنى أصلا، بل ضم [‍التابع المهمل‍‍] إلى الأول لتزيين الكلام لفظا وتقويته معنى، وإن لم يكن له حال الإفراد معنى، كقولك ‍حسن بسن و‍شيطان ليطان،
  - أو يكون له معنى متكلف غير ظاهر، نحو ‍خبيث نبيث من نبث الشر أي استخرجه.

فعلى هذا يكون الإتباع داخلا في اللفظي الحكمي.
‍فائدة‍‍الموكد إما مستقل، يجوز الابتداء به والوقف عليه، أو غير مستقل. وغير المستقل إن كان على حرف واحد وكان مما يجب اتصاله بأول نوع من الكلم وبآخر نوع منها يكرر بتكرار عماده من السعة نحو ‍بك بك، و‍ضربت ضربت، وإن لم يكن على حرف واحد ولا واجب الاتصال جاز تكراره وحده نحو ‍إن إن زيدا قائم.

#### تابع للاسم
التابع للاسم يقصد منه أحد التوابع الخمسة للاسم وهو تابع يقرر أمر المتبوع في النسبة والشمول، أي يقرر حاله وشأنه عند السامع بجعل حاله ثابتا متقررا عنده في النسبة أي في كونه منسوبا أو منسوبا إليه، نحو ‍زيد قتيل قتيل و‍ضرب زيد زيد، ويثبت عنده أنه المنسوب والمنسوب إليه في هذه النسبة هو المتبوع لا غيره، ويقرر شمول المتبوع أفراده نحو ‍جاءني القوم كلهم، وهذا التقرير هو الغرض من جميع ألفاظ التوكيد. فبقولنا ‍يقرر أمر المتبوع‍‍ خرج البدل وعطف النسق، وكذلك الصفة لأن وضعها للدلالة على معنى في متبوعها وإفادتها توضيح متبوعها في بعض المواضع. وقولنا ‍في النسبة والشمول‍‍ قيد به خرج عطف البيان فإنه وإن كان يوضح ويقرر متبوعه لكن لا يوضح في النسبة أو الشمول. فإن قيل أن ‍زيد في نحو ‍يا زيد زيد من البدل ويصدق عليه هذا الحد، قيل إن ذكر زيد بهذه الحيثية فلا شك أنه توكيد وإن ذكر زيد أول بحيث يكون توطئة لذكر غيره ثم بدا له أن يقصده دون غيره فذكره ثانيا بهذا الطريق يكون بدلا لكونه مقصودا دون الأول، ولا ضير في كون الشيء الواحد مقصودا وغير مقصود لاختلاف الزمان.
ثم إن هذا التوكيد قسمان: لفظي ويسمى صريحا وقد سبق، والآخر المعنوي ويسمى غير الصريح، وهو بخلافه، سمي به لحصوله من ملاحظة المعنى كما سمي اللفظي لحصوله بمن تكرار الفظ. والتوكيد غير الصريح مختص بألفاظ محصورة وهي: نفسه وعينه وكلاهما وكلتاهما وكله وجميعهم وعامتهم وذاته وأجمع وأكتع وأبصع وأبتع.

#### غير تابع
غير تابع للاسم ولا لغيره:
- منه توكيد الفعل بمصدره وهو عوض من تكرار الفعل مرتين نحو ﴿وسلموا تسليما﴾، فيسمى المصدر ‍مؤكدا لنفسه‍‍ والتوكيد ‍خاصا‍‍
- ومنه الحال المؤكدة نحو ﴿ويوم أبعث حيا﴾
- ومنه الوصف المؤكد نحو ‍أمس الدابر.